# Joaquín Gutiérrez Jara
Joaquín Ignacio Gutiérrez Jara (Chiguayante, Región del Biobío, Chile, 4 de julio de 2002), es un futbolista profesional chileno. Juega de defensa y su equipo actual es Huachipato de la Primera División de Chile.Es hermano del también futbolista Maximiliano Gutiérrez.

## Trayectoria

### Inicios
Oriundo de Chiguayante, se formaría como futbolista en las inferiores de Huachipato, en donde se consolidaría en las series menores, abandonando la sub-17 y promovido a la sub-20, adueñándose de la titularidad en ambas categorías. Llamaría la atención del cuerpo técnico lo que lo llevaría a ser incluido en el plantel profesional del 2020, además de haber sido seleccionado para competir en el Sudamericano sub-20 de 2020.

### Huachipato
Durante la Temporada 2020, debutaría como profesional por Huachipato con sólo 17 años, un 25 de septiembre de 2020, en un partido como local contra Deportes La Serena que finalizaría 1-1. Tras su debut y con el paso de partidos, empezaría a adueñarse de la banda derecha por sobre Juan Córdova y al final de temporada el equipo lograría una clasificación a la Copa Sudamericana 2021.
Pese a la clasificación a copas internacionales, el desgaste y la irregularidad le jugarían en contra al equipo de Talcahuano, descendiendo en cancha para la Temporada 2021, en donde mantendría la categoría debido al caso Melipilla, ratificándola contra Deportes Copiapó. Pese a la irregularidad del elenco acerero, Joaquín Gutiérrez sería un jugador regular y constante titular, adueñándose de la banda derecha. La Temporada 2022 también estaría marcada por la irregularidad del equipo, posicionándose 12° a pocos puestos del descenso, no obstante se mantendría la titularidad de Gutiérrez.
Para la Temporada 2023 y bajo el mando de Gustavo Álvarez, Huachipato tendría un explosivo arranque y una constancia que lo tendría peleando los primeros puestos durante todo el año, lo que tendría como consecuencia la posibilidad de ser campeones en la última fecha, dependiendo de ganar el último partido frente a Audax Italiano y el resultado de Cobresal en Santiago. Huachipato se consagraría como el campeón de la Temporada 2023, obteniendo el tercer título en la historia del club y el primer título como futbolista profesional para Gutiérrez.
Pese a que en el último tramo del campeonato Joaquín Gutiérrez fue perdiendo la titularidad con Felipe Loyola, sus buenos números y regularidad fueron suficientes para ser considerado dentro de los microciclos de la Roja Sub-23, en donde Gutiérrez quedaría seleccionado en la nómina final para disputar el Preolímpico Venezuela 2024.

## Estadísticas
| Club               | Div.          | Temporada     | Liga  | Liga  | Copas nacionales | Copas nacionales | Torneos internacionales | Torneos internacionales | Total | Total |
| Club               | Div.          | Temporada     | Part. | Goles | Part.            | Goles            | Part.                   | Goles                   | Part. | Goles |
| ------------------ | ------------- | ------------- | ----- | ----- | ---------------- | ---------------- | ----------------------- | ----------------------- | ----- | ----- |
| Huachipato · Chile | 1.ª           | 2020          | 21    | 1     | —                | —                | 1                       | 0                       | 22    | 1     |
| Huachipato · Chile | 1.ª           | 2021          | 19    | 2     | 3                | 0                | 5                       | 0                       | 27    | 2     |
| Huachipato · Chile | 1.ª           | 2022          | 25    | 2     | 8                | 0                | —                       | —                       | 33    | 2     |
| Huachipato · Chile | 1.ª           | 2023          | 29    | 0     | —                | —                | —                       | —                       | 29    | 0     |
| Huachipato · Chile | 1.ª           | 2024          | 0     | 0     | 0                | 0                | —                       | —                       | 0     | 0     |
| Huachipato · Chile | Total club    | Total club    | 94    | 5     | 11               | 0                | 6                       | 0                       | 111   | 5     |
| Total carrera      | Total carrera | Total carrera | 94    | 5     | 11               | 0                | 6                       | 0                       | 111   | 5     |
| 1. 2. 3.           |               |               |       |       |                  |                  |                         |                         |       |       |

## Palmarés
| Título           | Club       | País  | Año  |
| ---------------- | ---------- | ----- | ---- |
| Primera División | Huachipato | Chile | 2023 |